# Aeroporto Internazionale di Tijuana
L'aeroporto Internazionale di Tijuana (in spagnolo Aeropuerto Internacional de Tijuana), ufficialmente Aeroporto Internazionale General Abelardo L. Rodríguez (spagnolo: Aeropuerto Internacional General Abelardo L. Rodríguez), è un aeroporto messicano che serve la città di Tijuana, nello stato della Bassa California. Lo scalo si trova lungo il confine tra il Messico e gli Stati Uniti d'America.
È un aeroporto in rapida crescita, il quarto più importante del Messico, dopo quelli di Città del Messico, Cancún e Guadalajara. Può gestire fino a 10 milioni di passeggeri all'anno e 360 voli al giorno.
Con l'apertura del ponte e del terminal Cross Border Xpress il 9 dicembre 2015, l'aeroporto di Tijuana è accessibile direttamente dagli Stati Uniti. I passeggeri, dopo essere entrati in un terminal costruito appositamente su suolo statunitense, possono raggiungere la struttura principale sul lato messicano grazie alla costruzione di un ponte pedonale che attraversa la frontiera.